# EBA法
EBA法（電子ビーム照射排ガス処理技術、英語: Electron Beam with Ammonia）は、排煙脱硫・脱硝プロセスの一種であり、石炭等の化石燃料の燃焼排ガス（排煙）にアンモニアを注入した上で電子ビームを照射することによって、排ガス中の硫黄酸化物及び窒素酸化物を硫安（硫酸アンモニウム）及び硝安（硝酸アンモニウム）の紛体に転換・回収するプロセスである。

## 特長
EBA法は、以下の特長をもつ。
1. 脱硫（硫黄酸化物の除去）と脱硝（窒素酸化物の除去）を同時に行うことができる。
2. 処理に伴って発生する副生物（硫安と硝安の混合紛体）は肥料として使用できる。
3. 処理に伴って排水が発生しない（排ガスの冷却のために水を噴霧するが、噴霧した水はすべて蒸発して排水は発生しない）。